# Incilius tacanensis
Incilius tacanensis es una especie de Anura de la familia Bufonidae, género Incilius. Es nativo de Guatemala y el sur de México. La especie está amenazada por destrucción de hábitat y posiblemente por los efectos de la quitridiomicosis.

## Distribución y hábitat
Su área de distribución incluye Chiapas en el sur de México y el occidente de Guatemala.  
Su hábitat natural se compone de bosque premontano en la cercanía de cursos de agua, y su rango altitudinal se encuentra entre 1500 y 1700 m s. n. m.